# Marbella
Marbella er en by og kommune i det sydlige Spanien i provinsen Málaga. Den har et indbyggertal på 159.000 (2024) indbyggere.
Stedet er en vigtig turistby ved Costa del Sol og har blandt andet flere, større golfbaner i sin omegn. Disse tiltrækker turister fra hele verden og særligt fra Nordeuropa og Mellemøsten.
I byen findes der en mængde spisesteder; restauranter, barer og diskoteker. Marbellas lystbådehavn, Puerto Banús, ligger lidt vest for selve byen.

## Galleri
- En del af strandpromenaden i Marbella
- Et af de mange hoteller i Marbella